# Hannover-Kleefeld (przystanek kolejowy)
Hanower Kleefeld – przystanek kolejowy w Hanowerze, w dzielnicy Kleefeld, w okręgu administracyjnym Buchholz-Kleefeld, w kraju związkowym Dolna Saksonia, w Niemczech. Posiada 1 peron.